# Cryptotis griseoventris
Cryptotis griseoventris là một loài động vật có vú trong họ Chuột chù, bộ Soricomorpha. Loài này được Jackson mô tả năm 1933.